# Алдана
Алдана (Aldana, Alda, Aude, Aida, Adalne, * 732 † 755 /пр. 804) е вероятно дъщеря на Карл Мартел и Ротруда (690–724). Сестра е на Пипин III и леля на Карл Велики.
Алдана се омъжва между 742 и 750 г. за Теодерик I († пр. 804), граф на Отун от фамилията Вилхелмиди (роднина на Бертрада Стара). Тя е майка на:
- Теодоан († 826), граф на Отун и Макон 793—796
- Теодерик (II) († сл. 811)
- Адалелм (Алом) († сл. 804), граф на Отун
- син
- Вилхелм от Гелон (* 750/755, † пр. 815) (Светия), граф на Тулуза, маркиз на Септимания, от 806 г. монах в абатствo Сен-Гелон-ле-Десерт
- Абба (Албана) († сл. 804); съпруг: вер. Нибелунг II († сл. 805), граф на Мадри или Хилдебранд II (от род Нибелунгиди)
- Берта (Бертана)